# Санчес, Луис Рафаэль
Луис Рафаэль Санчес (исп. Luis Rafael Sánchez, 17 ноября 1936, Умакао) — пуэрто-риканский писатель.

## Биография
Учился в университете Пуэрто-Рико (1956—1960), получил степень бакалавра изящных искусств. В период учебы писал для радио, дебютировал как драматург на сцене университетского театра (1958), сам играл в театре. Затем по стипендии изучал литературное мастерство в Колумбийском университете. В конце 1950-х годов дебютировал также как новеллист.
Снова получив стипендию, окончил магистратуру Нью-Йоркского университета (1963). В 1976 году защитил докторскую диссертацию по литературоведению в Мадридском университете Комплутенсе. По стипендии Гуггенхайма жил и работал в Рио-де-Жанейро (1979) и в Берлине (1985). В 1996 году Карлос Фуэнтес и Габриэль Гарсиа Маркес пригласили его занять кафедру имени Хулио Кортасара в университете Гвадалахары. Выступал с лекциями во многих университетах мира.
Член национальной Партии независимости.

## Творчество
Наиболее известен драмой «Страсти по Антигоне Перес» (пост. 1968, по биографии политической активистки Пуэрто-Рико Ольги Вискаль Гарриго) и экспериментально-игровым романом La guaracha del Macho Camacho (1976), оба произведения позднее были переведены на многие языки.

## Произведения
- Ожидание/ La espera (1958, драма)
- Cuento de la cucaracha viudita (1959, драма)
- Ангелы устали/ Los ángeles se han fatigado (1960, драма)
- Farsa del amor compradito (1960, драма)
- Sol 13, interior (1961, драма)
- Желчь наша насущная/ La hiel nuestra de cada día (1962, драма)
- O casi el alma (1965, драма)
- En cuerpo de camisa (1966, новеллы)
- La pasión según Antigona Pérez (драма, пост. 1968)
- La guaracha del Macho Camacho (1976, роман)
- Fabulación e ideología en la cuentística de Emilio S. Belaval (1979, на материале диссертации)
- Quíntuples (1985, драма)
- Как важно быть Даниэлем Сантосом/ La importancia de llamarse Daniel Santos (1988, роман о знаменитом пуэрто-риканском исполнителе болеро и сальсы)
- La guagua aérea (1994, путевые записки, экранизированы: )
- No llores por nosotros Puerto Rico (1997, сб. эссе)
- Devórame otra vez (2005, сб. эссе)
- Indiscreciones de un perro gringo (2007, роман)

## Признание
Почетный профессор Университета Пуэрто-Рико и Нью-Йоркского университета. Почётный член Пуэрто-риканской Академии испанского языка. Лауреат ряда латиноамериканских премий.